# Liste der Kulturdenkmäler in Lorscheid
In der Liste der Kulturdenkmäler in Lorscheid sind alle Kulturdenkmäler der rheinland-pfälzischen Ortsgemeinde Lorscheid aufgeführt. Grundlage ist die Denkmalliste des Landes Rheinland-Pfalz (Stand: 8. Februar 2023).

## Einzeldenkmäler
| Bezeichnung                         | Lage                                          | Baujahr                | Beschreibung                                              | Bild                           |
| ----------------------------------- | --------------------------------------------- | ---------------------- | --------------------------------------------------------- | ------------------------------ |
| Wegekreuz                           | Brunnenstraße, Ecke Wellscheiderstraße Lage   | 1887                   | Prozessionskreuz, Rotsandstein, bezeichnet 1887           | BW                             |
| Katholische Pfarrkirche St. Gertrud | Hauptstraße 19 Lage                           | 1804/05                | barock-klassizistischer Saalbau, 1804/05                  | weitere Bilder Fotos hochladen |
| Kriegerdenkmal und Grabsteine       | Hauptstraße, bei Nr. 19 auf dem Kirchhof Lage | 1921                   | Kriegerdenkmal, 1921; zwei neugotische Priestergrabsteine | BW                             |
| Schmiede                            | Schmiedsgasse 1 Lage                          | frühes 19. Jahrhundert | Schmiede, frühes 19. Jahrhundert                          | BW                             |